# Bembecia uroceriformis
Bembecia uroceriformis is een vlinder uit de familie wespvlinders (Sesiidae), onderfamilie Sesiinae.
Bembecia uroceriformis is voor het eerst wetenschappelijk beschreven door Treitschke in 1834. De soort komt voor in het Palearctisch gebied.